# Конкурс инноваций в образовании
Конкурс инноваций в образовании (КИвО) — федеральный конкурс для проектов в сфере образования и образовательных технологий. В конкурсе могут участвовать индивидуальные авторы проектов или команды от 2 до 6 человек. Конкурс проводится с 2014 года.
Организаторы — Институт образования НИУ ВШЭ, Агентство стратегических инициатив, а также Рыбаков Фонд до 2023 года. Участники — инициаторы инновационных проектов в области образования (школьные педагоги и администраторы, сотрудники вузов и колледжей, предприниматели, сотрудники коммерческих организаций, аспиранты, школьники и студенты).
За время проведения КИВО были рассмотрены более 3750 проектов из всех регионов России и 20 зарубежных стран. Всего конкурсом охвачено сообщество из более чем 12 000 инноваторов и предпринимателей в области образования по всей стране.

## Победители
Проекты, прошедшие в финал конкурса, получают возможность дальнейшего развития на площадках партнёров (АСИ, РВК, Microsoft, Сбербанк, Институт образования ВШЭ, Ассоциация детских товаров, издательства «Просвещение», Рыбаков Фонд). Победители конкурса получают финансовую и административную поддержку для реализации своих проектов.
| Год  | Количество заявок | Победитель |
| ---- | ----------------- | --- |
| 2014 | 577               | Социально-предпринимательский проект «Образ жизни» |
| 2015 | 687               | Москва глазами инженера- образовательный проект об истории инженерного искусства, популяризирующий профессию инженера.                                                                            |
| 2016 | 749               | Язык поколений проект, нацеленный на помощь иностранным студентам в изучении русского языка с вовлечением российских пенсионеров.                                                                 |
| 2017 | 628               | «d notation» — приложение для ввода нотных текстов и обучения нотному письму на смартфонах, планшетах и интерактивных досках(2) «Дисграф» — сервис коррекции дисграфии                            |
| 2018 | 559               | Нанолаб — программа для прямой манипуляции атомами в виртуальной рабочей среде. |
| 2019 | 601               | Инклюзивный комикс «Команда СЛУХ» |
| 2020 | 405               | Платформа взаимного микрообучения школьников Tensy |
| 2021 | 518               | Cервис по адаптации образовательных веб-сайтов и приложений для незрячих и слабовидящих людей WM Products и Платформа для анонимных и бесплатных психологических консультаций для школьников QPSy |

## Номинации
Подать проект на конкурс можно в одной из 12 категорий. Максимальное количество заявок подается в категориях «Применение цифровых технологий для трансформации образования», «Содействие в выборе образовательных и профессиональных траекторий, социализация молодежи» и «Развитие soft skills и компетенций 21-го века у обучающихся». Каждую номинацию курирует свой партнёр конкурса, который оказывает поддержку лидерскому проекту. Так в 2021 году в номинации «Семейная лаборатория образования» получил программу акселерации социального импакта от Рыбаков Фонда проект школьной криптовалюты Умникоины.
Номинации сформированы по итогам обсуждения с членами наблюдательного совета и участниками конкурса. Они позволяют охватить такие сферы, как метапредметность, развитие навыков саморегуляции, социального и предпринимательского мышления.

## Формат конкурса
Конкурс инноваций в образовании (КИвО) проводится в три этапа.
1 этап — сбор заявок. После сбора заявок эксперты дистанционно оценивают все заявки и отбирают 30 лучших команд, которые приглашаются на Летнюю школу.
Летняя школа представляет собой 5-дневный проектный конвейер из лекций, воркшопов и мастер-классов. Во время школы команды дорабатывают проекты, получив индивидуальную образовательную и бизнес консультации. На данном этапе оцениваться не только идейная составляющая проекта, но и работа самих участников. Школа проводится в Москве на базе Института образования НИУ ВШЭ.
20 команд становятся финалистами и выступают в финале, где представители жюри вместе с инвесторами определяют победителя и вручают специальные награды. Финал конкурса проводится в рамках форума «Открытые инновации».